# Dernier Falls
Die Dernier Falls sind ein kleiner Wasserfall auf der Karibikinsel Dominica.
Der Wasserfall liegt im Parish Saint David. Er ist nicht besonders groß, aber als Touristenattraktion ausgewiesen. Der Wasserfall liegt ganz in der Nähe der Siedlung Grand Fond und ergießt sich unterhalb (südlich) des Ortes sich in eine Grotte.